# Maria Dzielska
Maria Dzielska, née le 18 septembre 1942 à Cracovie et morte le 30 juillet 2018 dans la même ville, est une historienne polonaise de l'université Jagellonne de Cracovie.

## Hypatie d'Alexandrie
Maria Dzielska analyse et explique la mort d'Hypatie comme le résultat de la lutte entre deux factions politiques : celle d'Oreste (préfet romain) et celle de l'évêque Cyrille d'Alexandrie. Cette thèse est celle rapportée par Socrate le Scolastique (vers 440) qui affirmait aussi qu'elle aurait été accusée d'empêcher la réconciliation des deux factions.
En 2007, Michael Deakin publie le livre Hypatia of Alexandria: Mathematician and Martyr « au moins en partie, une réponse au livre de Maria Dzielska », qui portait sur l'héritage historique et littéraire d'Hypatie au détriment de ses mathématiques, et que Deakin avait déjà recensé pour The American Mathematical Monthly.

## Ouvrages
- (pl) Maria Dzielska, Hypatia z Aleksandrii (1re édition, Cracovie 1993, 2e éd. 2006, 3e éd. 2010).
- Maria Dzielska (trad. de l'anglais par Marion Koeltz, préf. Monique Trédé), Hypatie d’Alexandrie, Paris, Éditions des Femmes, 2010, 173 p. (ISBN 978-2-7210-0592-2)